# Louis Magloire Keumayou
Louis Magloire Keumayou est un journaliste, analyste et chroniqueur d'origine camerounaise.

## Biographie

### Carrière
En 2023, Louis Magloire Keumayou est journaliste et directeur de la chaine New World Économie TV. Il est analyste et chroniqueur sur différentes plates-formes d'informations sur des sujets portants sur l'Afrique et en dehors. Il a été directeur de l’Information à Télé Sud, correspondant pour le quotidien camerounais Le Messager. Président du club de l'information africaine, il devient président de l'Association de la Presse Panafricaine,.